# Баунеи
Баунеи (итал. Baunei) — коммуна в Италии, располагается в регионе Сардиния, подчиняется административному центру Нуоро.
Население составляет  3 588 человек (30-6-2019), плотность населения составляет 16,93  чел./км². Занимает площадь 211,9 км². Почтовый индекс — 8040. Телефонный код — 0782.
Покровителем населённого пункта считается святитель Николай Чудотворец. Праздник ежегодно празднуется 6 декабря.

## Примечание
1. ↑  Statistiche demografiche ISTAT. demo.istat.it. Дата обращения: 22 ноября 2019. Архивировано из оригинала 24 июля 2019 года.